# Friedhof Huchting
Der Friedhof Huchting in Bremen-Huchting, Ortsteil Kirchhuchting, Kirchhuchtinger Landstraße 208, ist städtisch und stammt von 1934. Er steht mit seiner Vergrößerung als Friedhof Huchting-Stuhr von 1990 im Verbund mit dem Friedhof Moordeich an der Stuhrer Landstraße 58 im niedersächsischen Stuhr.

## Geschichte

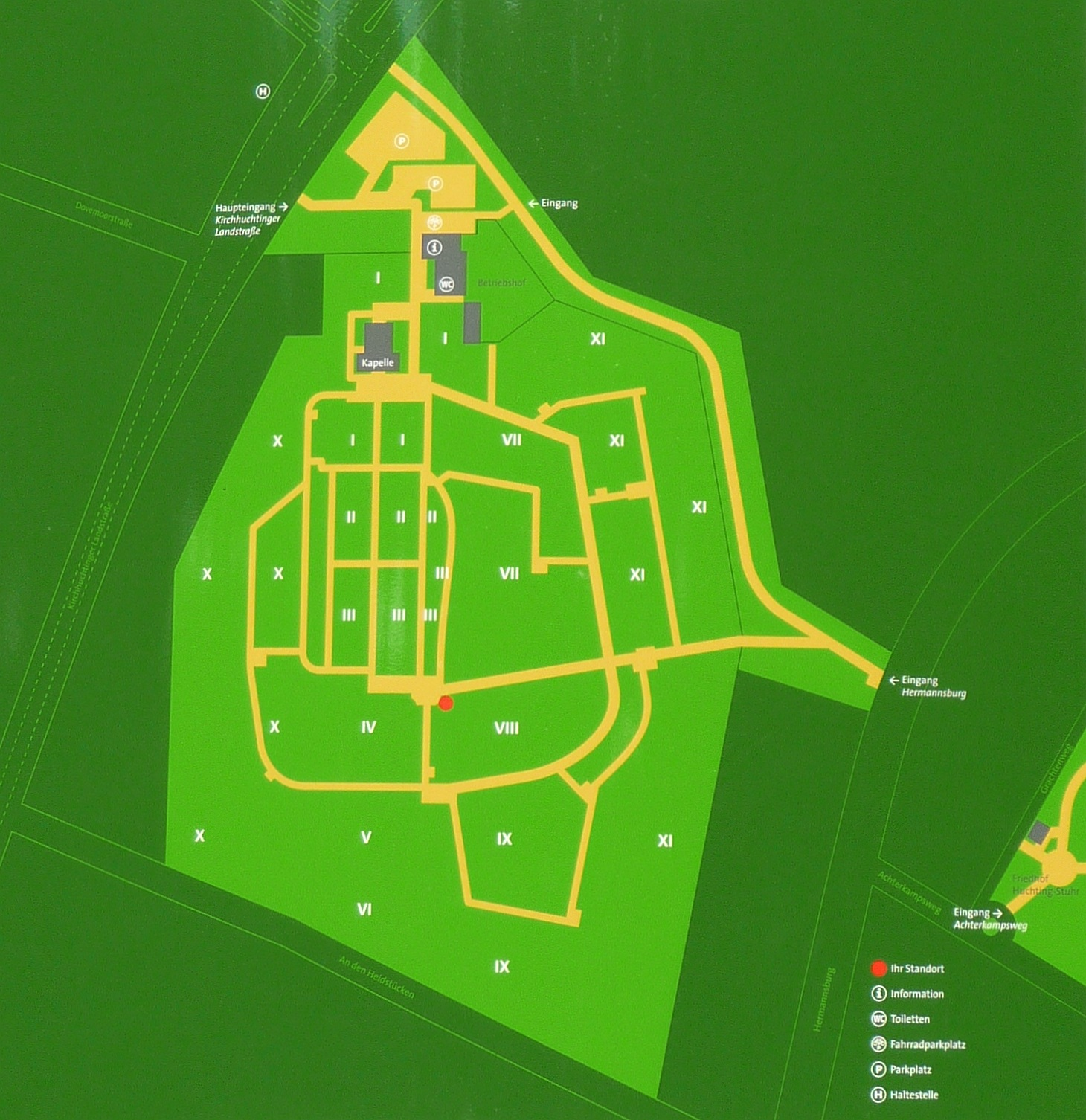
Friedhofsplan des älteren Bereichs

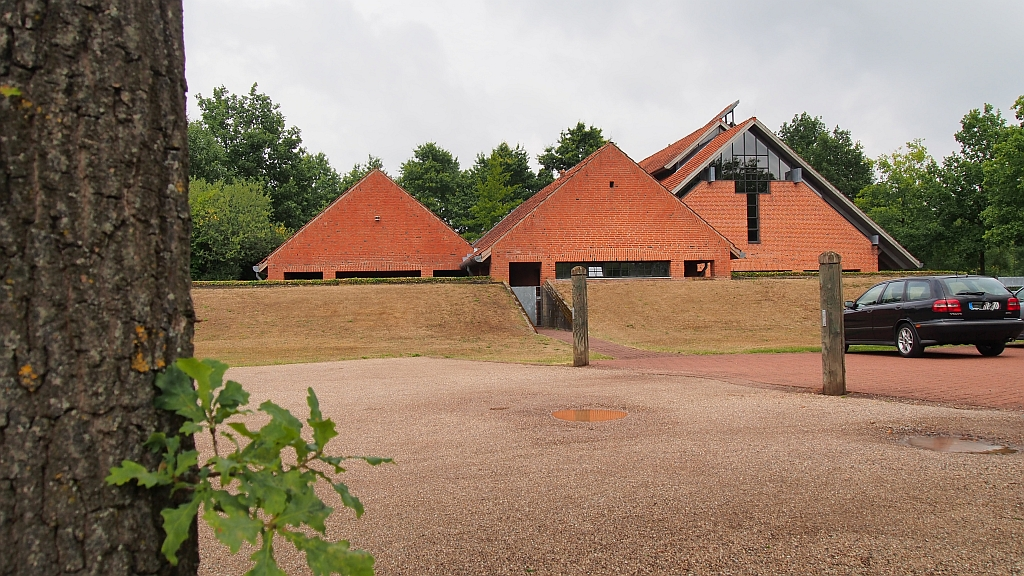
Eingang zum Friedhof Moordeich

Der kleine Dorffriedhof an der ev. Kirche St. Georg reichte für die wachsende Gemeinde nicht mehr aus, so dass 1933/34 ein neuer 7,1 ha großer Friedhof mit einer eingeschossigen Kapelle angelegt werden musste.
Nach dem Zweiten Weltkrieg nahm die Einwohnerzahl von Huchting rasant und erheblich zu (1936: 2726; 1975: 35.252 Einw.). Als Friedhof Huchting-Stuhr erhielt er bis 1990 eine weitere ca. 5 ha große parkähnliche Friedhofsfläche nach Plänen des Gartenbauamts, östlich zwischen den Straßen Hermannsburg und Klosterkamp. Beide Flächen sind nicht miteinander verbunden.
Die Gemeinde Stuhr baute zeitgleich den Friedhof Moordeich. Die Kapelle nach Plänen des Bremer Architekten Harm Haslob wird durch beide Friedhöfe genutzt.
Mit den Buslinien 57/58 (Ringverkehr in Huchting) ist der ältere Friedhofsteil erreichbar und der Friedhof Moordeich mit der Buslinie 55 (Huchting ↔ Brinkum). Eingänge sind an der Kirchhuchtinger Landstraße, an einem Weg zur Hermannsburg und an der Hermannsburg (bei Nr. 175) sowie für den östlichen Bereich vom Achterkampsweg und vom Klosterkamp sowie für den Friedhof Moordeich von der Stuhrer Landstraße 58 und vom Klosterkamp. Lediglich der Klosterkamp trennt diese beiden Friedhöfe.

## Gräber bekannter Persönlichkeiten
- Moritz Thape (1920–2019), Journalist, Politiker (SPD), Senator und Bürgermeister der Freien Hansestadt Bremen